# Jean-Baptiste Pezon
Pour les articles homonymes, voir Pezon.

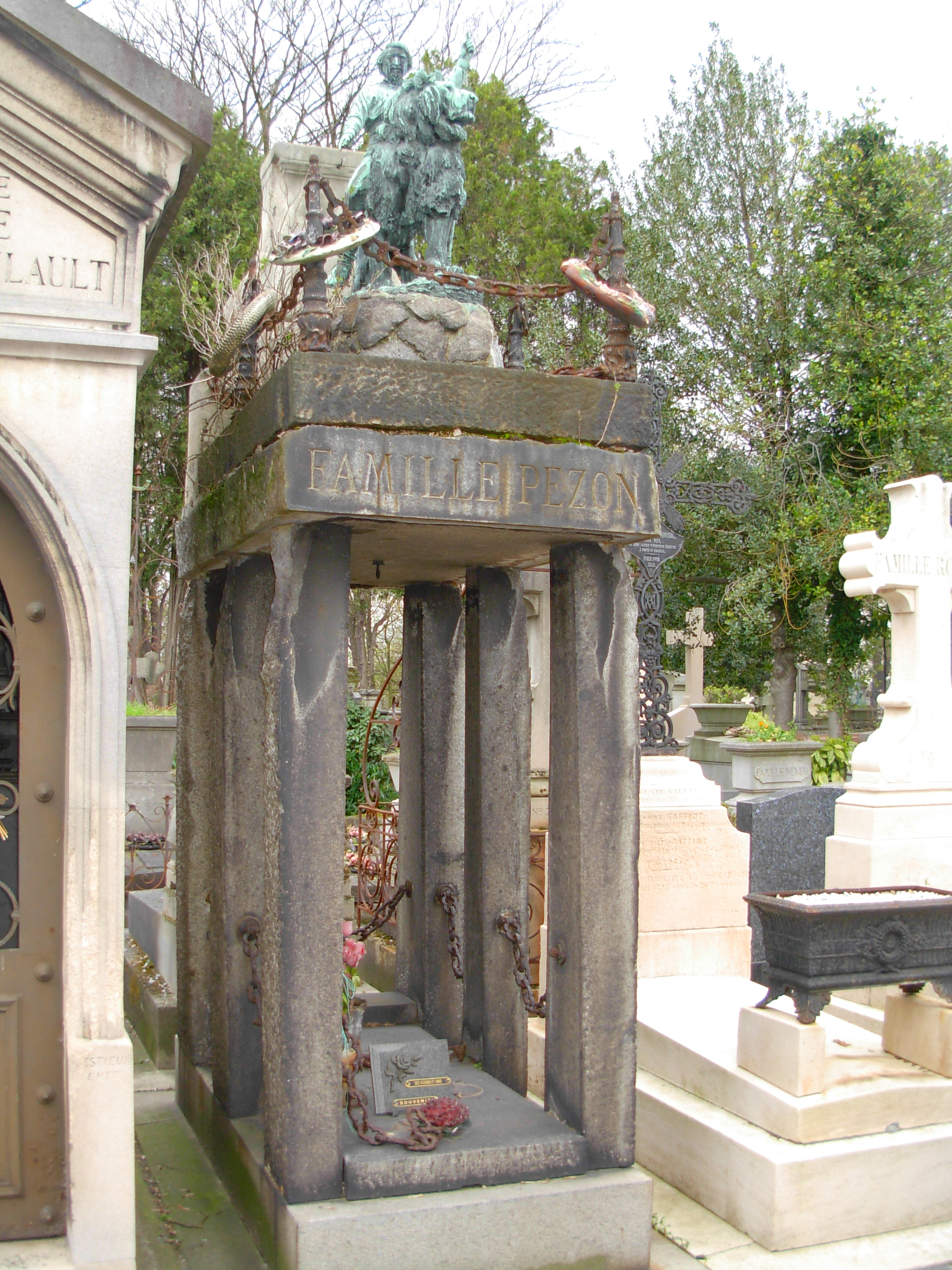
Sa tombe (sculpture de Prosper Lecourtier).

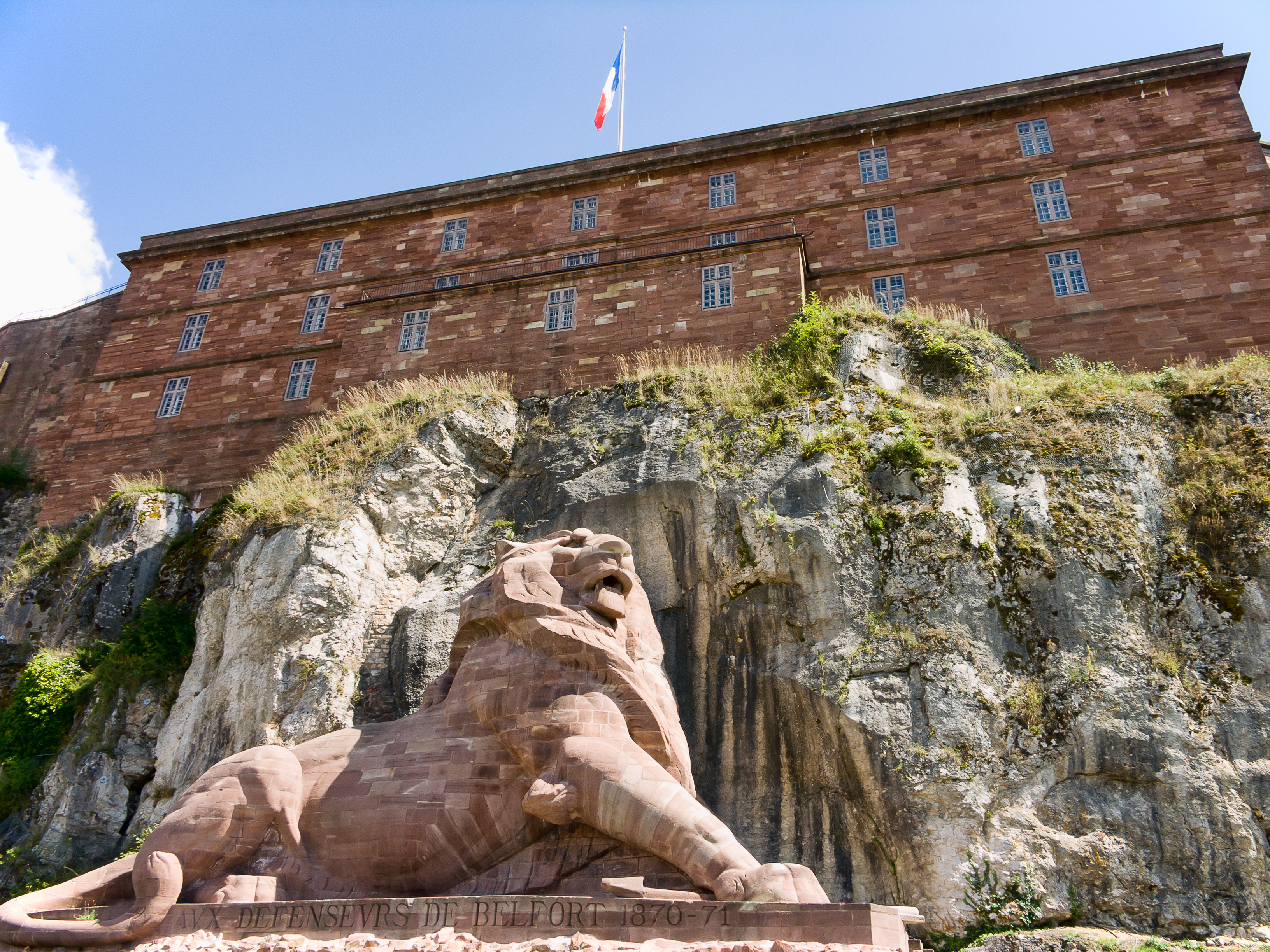
Le Lion de Belfort de Bartholdi.

Jean-Baptiste Pezon, souvent appelé Baptiste Pezon, né le 16 juin 1827 à Rimeize (Lozère) et mort le 13 novembre 1897 à Paris, est un dompteur français qui fut à l’origine de la « Ménagerie Pezon ».

## Biographie
Il est le fils de Jean-Baptiste Pezon (1800-1849), colporteur en Lozère, et de Catherine Cornut. Il est ainsi le frère de Pierre (1825-1895), Jean (1831-1874), surnommé « Jean de l'Ours », Théodore (1840-1880) et Justin (1846-1875). 
Comme ses frères, Baptiste passe sa jeunesse en Lozère où il est placé comme berger ou garçon de ferme. Il devient meneur de loups. À l'âge de 17 ans, il quitte son village natal, Rimeize, en compagnie d'un loup qu'il avait capturé puis dressé deux ans plus tôt. Il se dirige vers Paris, et achète son premier lion en 1848. Son mariage avec Hortense Muret est célébré le 6 février 1855. En 1875 il se produit au Châtelet. 
Frédéric Bartholdi s'inspire de son lion Brutus pour le Lion de Belfort érigé en 1880,. Toulouse-Lautrec lui rend visite de nombreuses fois à Montreuil (Seine-Saint-Denis), au 6 de la rue Gutenberg, dans sa « Grande ménagerie lozérienne » pour faire des croquis des fauves (entre autres Bellone une lionne, croquis signé du 16 avril 1883). 
Le 5 août 1886, sa fille Marguerite dite Maria (1864-1894) épouse son cousin germain Gilbert dit Alexandre Pezon (1861-1895). Le 5 février 1894, son autre fille Baptistine (1873-1902) fait de même en se mariant à son cousin Edmond Pezon (1868-1916).
Au Salon des artistes français de 1887 est exposé son portrait exécuté par Léon-Lucien Goupil.
Il meurt à la foire de Montmartre d'une crise cardiaque alors qu'il était devenu immensément riche et qu'il vivait toujours dans sa roulotte. Il est enterré au cimetière du Père-Lachaise (division 86). Sur sa tombe repose une sculpture le représentant chevauchant un lion. Adrien Pezon, son fils a repris le flambeau.

### Sources et références
1. ↑  Henry Thétard, Les Dompteurs ou la Ménagerie des origines à nos jours, Gallimard, Paris, 1928, p.197.
2. ↑  Acte de naissance à Rimeize, n° 44, vue 12/20.
3. ↑  (fr) [PDF] plaquette du musée Bartholdi à Colmar, page 4
4. ↑  (fr) présentation de sa sépulture chez les Amis du Père Lachaise